# Tongoy
Tongoy es un balneario costero chileno de la Región de Coquimbo, perteneciente a la comuna de Coquimbo y ubicado a 42 kilómetros al sur de la ciudad de La Serena. Se encuentra ubicado en un promontorio de roca en forma de península frente al océano Pacífico, y es conocido por la tranquilidad y temperatura de sus playas Socos (4 km) y Grande (14 km), así como por su oferta gastronómica, basada en el ostión del Norte y otros productos marinos.

## Emplazamiento y geografía

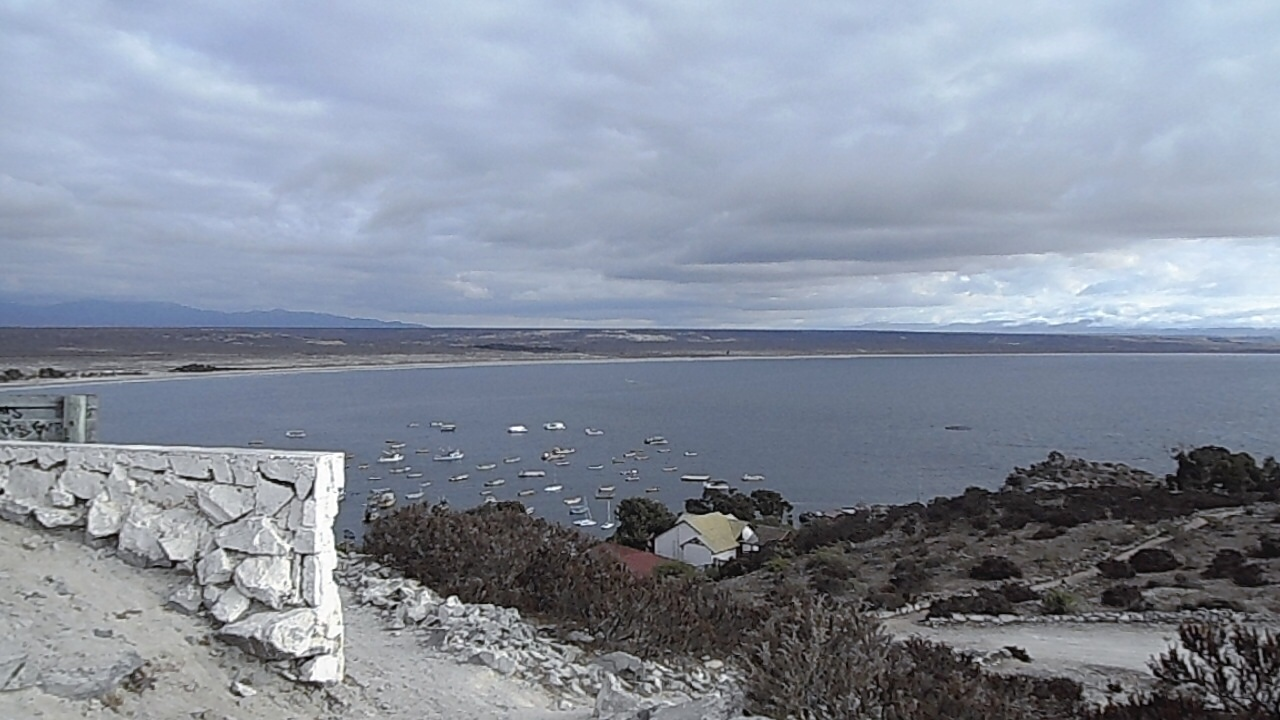

Se encuentra ubicado unos 430 kilómetros al norte de Santiago y 42 kilómetros al sur de La Serena, y a 11 kilómetros del también balneario de Guanaqueros.
La zona de Tongoy comprende, en términos generales, la zona costera ubicada al sur del puerto de Coquimbo, específicamente desde el sector de Morrillos, hasta la Punta Lengua de Vaca, península ubicada al sur de la Bahía de Tongoy. Esta zona se caracteriza por un clima semidesértico, horadado por quebradas y antiguos cursos de aguas orientados en dirección este-oeste. El promontorio donde está ubicado el puerto de Tongoy corresponde a una zona rocosa que alcanza los 60 m de altura y posee una superficie de 0,86 km².
La Bahía de Tongoy que se ubica entre Punta Lengua de Vaca y la península de Tongoy y cuenta con una superficie de 62 km², correspondiendo así a la segunda bahía de mayor tamaño en la costa regular de Chile, después de la gran Bahía de Arauco en la Región del Biobío.[cita requerida]
Ya en 1897, Francisco Solano de Asta-Buruaga y Cienfuegos describía el emplazamiento de Tongoy y su geografía de la siguiente manera:

Tongoi: Villa del departamento de Ovalle situada á los 30º 15' Lat. y 71º 31' Lon., con puerto en la bahía llamada también de Tongoy, la cual es especiosa, abierta al N. y recogida entre una punta prolongada desde su extremo sur donde se halla Tangue, que se conoce con el nombre de Lengua de Vaca, y una pequeña península al extremo nordeste que avanza al O. y cierra la propia bahía por este punto. Esta península es un serrijón corto, desnudo y escabroso de poco más de un kilómetro de largo y de la mitad de ancho, con una altura de 50 á 60 metros por lo más levantado, y que está apenas unido con el resto de la playa por un cuello bajo en que desagua un arroyo que las mareas suelen inundar, convirtiendo aquella en una isla, propiamente tal en años anteriores.
Francisco Solano de Asta-Buruaga y Cienfuegos, Diccionario Geográfico de la República de Chile

### Geografía e hidrografía
Tongoy se encuentra ubicado en un promontorio de roca de aproximadamente 60 metros de alto, conocido como «La Isla» por los locales o «Cerro La Virgen» por el mirador que existe en la cima y que recuerda a la madre de Jesús. Desde este mirador se puede apreciar toda la bahía de Tongoy, así como el cerro Guanaqueros, de aproximadamente 495 metros y que corresponde a la cima más alta de la zona. 
La zona de Tongoy se caracteriza también por poseer varias quebradas, humedales y cursos de aguas orientados en dirección este-oeste. El más representativo es el llamado estero Tongoy, que desemboca directamente en la playa Socos, mientras que las quebradas de Camarones y Los Almendros mueren antes de llegar al mar; las quebradas de Los Litres y la quebrada Pachingo forman pequeñas lagunas costeras que no se unen al mar dando paso a humedales, conocidos como Humedales de Tongoy, y que son reconocidos por albergar más de 130 especies de aves y ser un importante espacio de conservación de la fauna local.
Las playas de Tongoy son también reconocidas por los turistas y locales; las que más destacan son la Playa Grande, ubicada en la bahía de Tongoy, y la pequeña Playa Socos, que une Tongoy con el condominio Puerto Velero y que concentra la mayor parte de la actividad turística estival. 
En la cabeza sur de la Playa Grande se encuentra la localidad de Puerto Aldea, una antigua base de la Armada de Chile, donde recalaban los buques de la escuadra. En la actualidad y durante la primavera se realizan los ejercicios navales UNITAS, con los Estados Unidos de América. En 2002, en los recintos navales se llevó a cabo la destrucción de las unidades de minas que poseía el Ejército y la Armada, en aplicación del Tratado de Ottawa.

## Historia

### Primeras ocupaciones

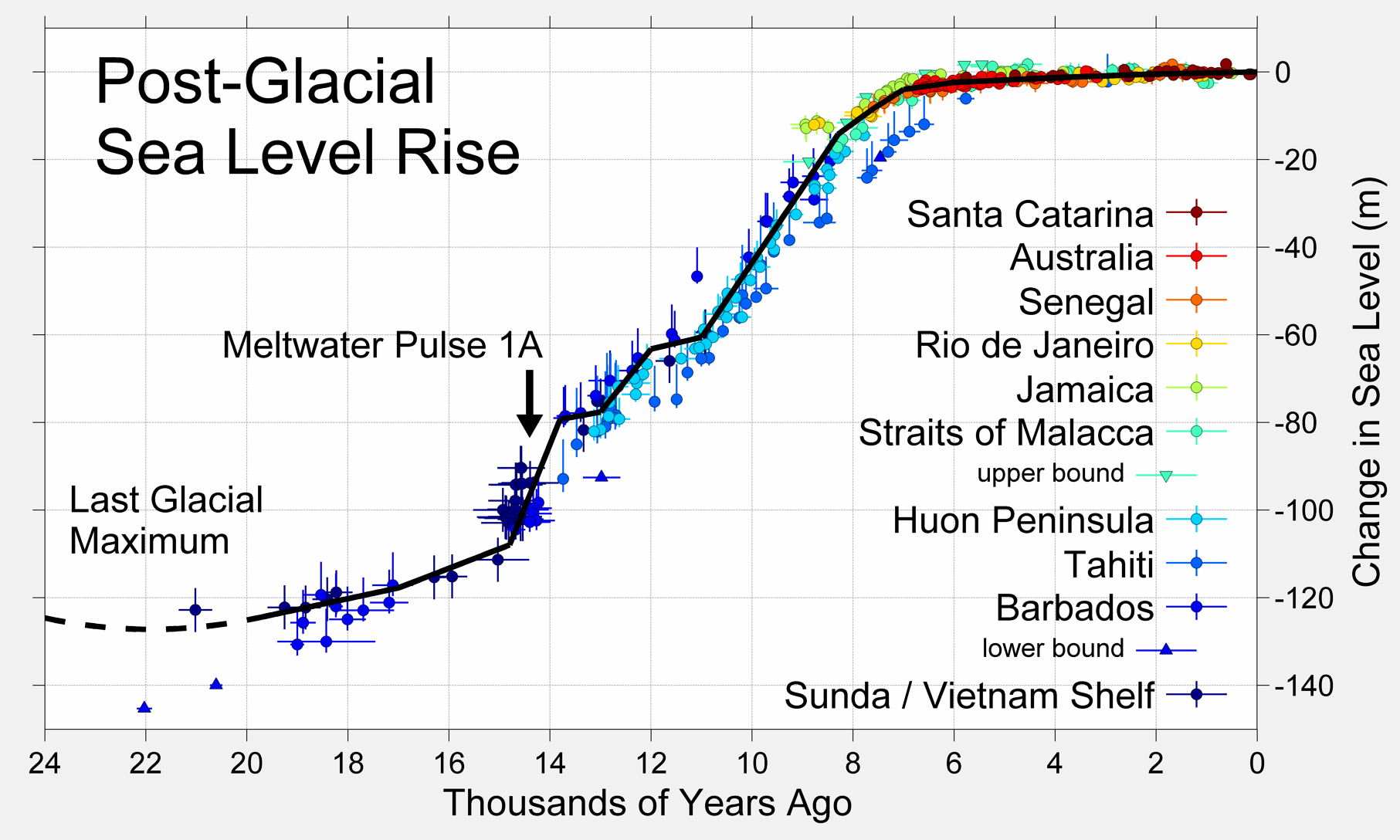
Hace 10 000 años el nivel del mar estaba 100 metros más abajo. Muchas de las ocupaciones de ese periodo quedaron debajo del mar

El nivel costero estaba 100 metros más abajo, producto de la última glaciación, así que en el Holoceno la Geografía era bastante distinta que en el presente.
Los primeros habitantes permanentes de la zona de Tongoy fueron de la Cultura El Molle. Después siguieron los de la Cultura Aconcagua y los diaguitas y los changos. Los primeros crearon y emplearon durante largos años métodos propios y exclusivos para explotar la riqueza cuprífera y agrícola del sector, y los segundos se dedicaban a labores pesqueras en balsas de cuero de lobos marinos.
En esta región aún se encuentran múltiples yacimientos arqueológicos, en particular la zona de Puerto Aldea, en donde es habitual encontrar restos de alfarería, piedras talladas o puntas de flechas.

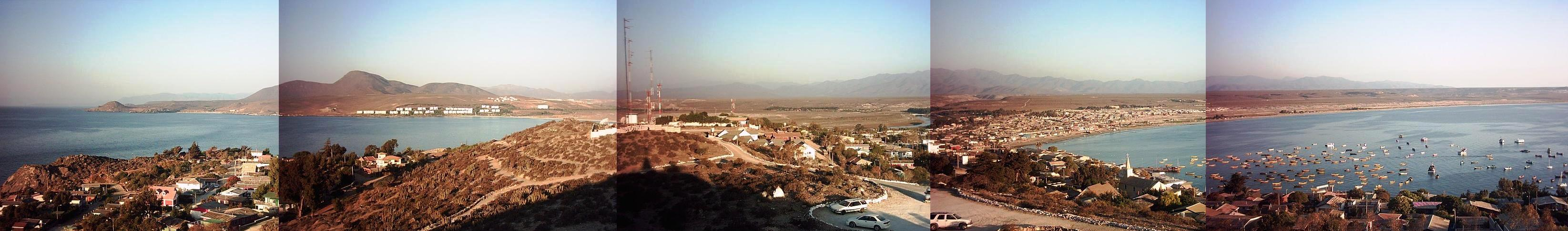
Tongoy desde el Parque Víctor Domingo Silva

### Conquista española
Después de la fundación de la ciudad de La Serena, se tienen noticias de alzamientos de los indígenas del sector. Vivían en el sector que atraviesa el estero que desemboca en la Playa Socos, al igual que en los humedales ubicados en el sector de Pachingo. Hasta mediados de la década del 1970 era posible encontrar puntas de flecha y otros restos de alfarería indígena; especialmente en las dunas donde actualmente se encuentra Puerto Velero, como también en las contiguas a Playa Grande, en dirección a Puerto Aldea. 
Se sabe que durante la época colonial estos terrenos pertenecían a la familia de Aguirre y sus vinculaciones terratenientes de la zona en esta época la Bahía de Tongoy fue lugar de acogida para centenares de pequeños pescadores, corsarios y balleneros, quienes fondeaban en este lugar antes o después de su paso por el puerto de Coquimbo. Al respecto, se menciona a Tongoy en algunas crónicas como:
1. Escenario de un combate entre milicias y vecinos de La Serena, contra un grupo de bucaneros desembarcados para asolar la región en 1686. (ver Desembarco del pirata William Knight en Tongoy, relato de Francisco de Aguirre y Rivero en 1686)

### Periodo republicano
A mediados del siglo XIX Tongoy adquirió una importancia mayor en la región como puerto minero. Se sabe que en 1835 el capitán de la armada británica Robert Fitz Roy, al mando del HMS Beagle donde viajaba Charles Darwin, levantó un completo plano de la bahía. Si bien Darwin realizó una detallada descripción de las minas del interior de la zona, este no describió el poblado de Tongoy en sus crónicas.
En 1839 Tongoy fue habilitado oficialmente como puerto, lo que marcará un periodo de alto crecimiento y desarrollo económico gracias al apogeo de la mina de cobre de Tamaya, ubicada en las cercanías del poblado, en la Cordillera de la Costa y antes del Valle del Limarí. El pueblo creció así como fundición y puerto de embarques de cobre, contando además a partir con un ferrocarril y un puerto propio.
Oficialmente, Tongoy fue creado el 15 de junio de 1859 por decreto presidencial, aunque su aniversario sigue celebrándose el 21 de noviembre, haciendo referencia a la inauguración del puerto de Tongoy en 1839. Primeramente, Tongoy fue un distrito perteneciente al departamento de Ovalle y alcanzó el rango de comuna en 1891, categoría que mantuvo casi hasta la década de 1930; la decadencia de la minería del cobre y la clausura del ferrocarril que transportaba mineral desde el Tamaya hasta el puerto significó su caída económica y luego administrativa, siendo re-anexada a la comuna de Ovalle en 1931 y luego a la ciudad-puerto de Coquimbo en 1976, como parte de la reforma a la organización territorial de Chile que se realizó en dictadura.
Desde mediados del siglo XX, y debido a su ubicación en una zona de explotación pesquera, el pueblo sufrió los altibajos de dicha actividad hasta que sus playas atrajeron más y más turistas, con lo que se desarrolló un nuevo sector de la economía local. Desde finales del siglo XX una actividad económica creciente es el cultivo y explotación de mariscos, especialmente el ostión, el cual ha diversificado el desarrollo de la zona.  

#### Declarado puerto habilitado
El 21 de noviembre de 1839, por decreto del presidente de Chile José Joaquín Prieto Vial, se le concedió a Tongoy la calidad de puerto habilitado para el comercio.  

Tomando en consideración el informe dado por el intendente de la Provincia de Coquimbo con fecha 12 del mes actual, a solicitud de varios mineros y hacendados de la provincia, sobre la conveniencia de la habilitación de nuevos puertos que faciliten el comercio de cabotaje, que actualmente se hace más necesario por falta de bestias que hacen los transportes por tierra, el gobierno ha acordado y decreta:

Artículo 1: Declárese Puerto habilitado el de Tongoy en la Provincia de Coquimbo, departamento de Ovalle.

Artículo 2: Tómese razón, comuníquese e imprímase.

Al año siguiente, en 1840, ya se inician los embarques regulares de cobre y otros minerales desde la caleta, provenientes de Combarbalá y del Valle del Limarí. 
La actividad portuaria de la zona aumentó considerablemente a partir de la década de 1850 cuando José Tomás Urmeneta, un acaudalado industrial y político chileno que había emprendido, entre muchas otras actividades económicas, la explotación de diferentes minas en el Tamaya desde los años 1830, instalara una fundición de cobre en el poblado; el ingeniero Enrique Barnes (que le dio su nombre a la bahía de la Playa Socos) estuvo a cargo de la construcción de esa fundición, la que llegó a procesar más de 1500 toneladas de mineral en la época de su máximo apogeo, hacia 1875.

#### Primer ferrocarril y consolidación del puerto minero

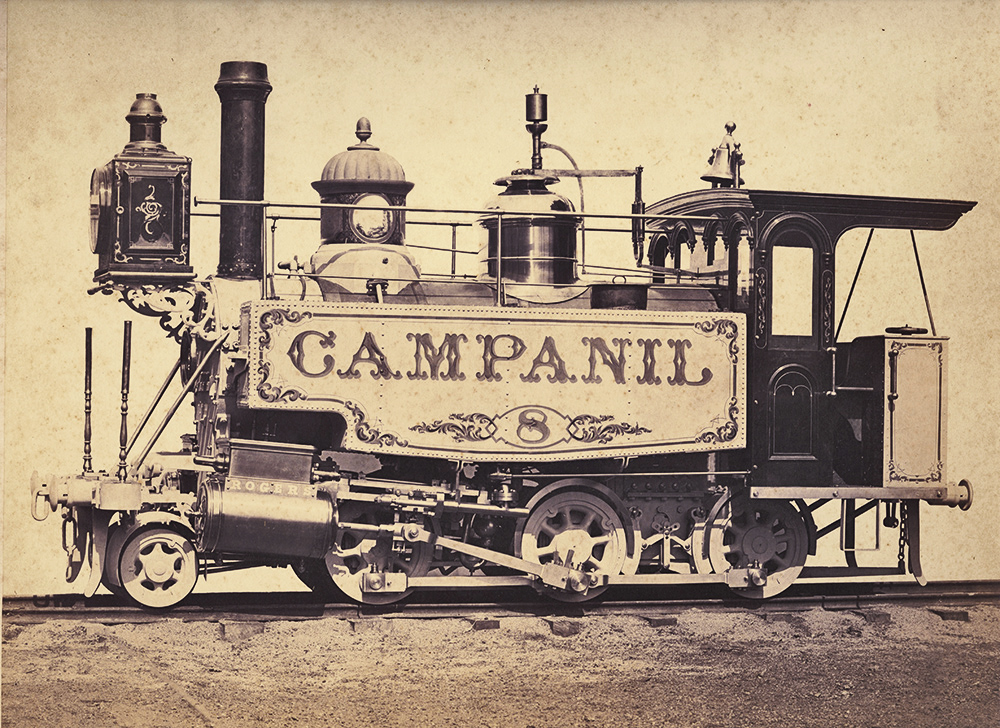
Locomotora "Campanil", usada en el ramal Tongoy-Ovalle.

El mineral extraído de Cerrillos-Tamaya tenía la característica de ser de alta ley (gran concentración) por sobre el 18%. Aparte de lo anterior, era muy frecuente la aparición de cobre nativo, es decir, que se encuentra en estado metálico natural; ambos factores permiten llevarlo directamente a fundir sin pasar por el proceso de concentración. A modo de ejemplo, los minerales de cobre explotados en la actualidad rara vez pasan de una concentración del 1,5%.
Otro aporte indirecto de la actividad minera consistió en la llegada de cantidades significativa de pino oregón, como lastre de los barcos en el trayecto de venida, que se usó en, y caracteriza, la construcción y arquitectura de la zona de antes de los años 30 del siglo pasado.

#### Auge y declive de la industria portuaria
Para la década de 1890, cuando Tongoy fue declarado oficialmente una comuna por decreto presidencial, el poblado contaba con un alto nivel de desarrollo. Existía en este una escuela pública para niños y otra escuela para niñas; una oficina del registro civil y de correos; aduana, una capilla católica (existente hasta el día de hoy); y una serie de servicios como restoranes, locales comerciales y hosterías. En 1887, el ingeniero Eugenio Château realizó un informe sobre la zona, describiendo a Tongoy de esta manera:

"La villa es un caserío que corre de E. a O. al sur de la península. Forma una calle principal, bastante larga. Tiene 1500 habitantes. Hai dos escuelas fiscales, una de hombres, con asistencia media de 50 alumnos, i otra de mujeres con 30; una iglesia modesta, pero en buen estado i bien servida por un sacerdote mui apreciado en el pueblo. Se nota en el comercio de abarrotes, frutos del pais, de pulperia, bastante actividad. Atraviesa toda la poblacion la línea del ferrocarril hasta el establecimiento de fundicion de la Sociedad Chilena de Fundiciones."
Eugenio Château, Informe sobre Tongoy (1887)

Para fines del siglo XIX, sin embargo, la situación económica y social de Tongoy comenzó a cambiar. Ya a partir de 1875 se vivió una importante baja en los precios del cobre, debido a la emergencia de nuevos productores en otras regiones del mundo. A nivel local y en la misma época, la producción de las minas del Tamaya empezó a disminuir y se auguraba que tendrían, con suerte, para cinco o diez años más de funcionamiento. Al mismo tiempo, la migración de trabajadores mineros hacia el norte del país y las malas condiciones climáticas que se vivieron en los inviernos de 1887 y de 1888 hicieron que muchas minas se cerraran y que la producción general de la zona empezara lentamente a decaer. 
Esto tuvo una repercusión inmediata en el trabajo de la fundición de Tongoy y en el uso del ferrocarril que conectaba el poblado hacia el interior, cuya frecuencia empezó también a disminuir. En 1891, en plena Guerra Civil, partidarios del derrocado presidente José Manuel Balmaceda habrían desarmado varias líneas férreas para detener a los rebeldes, afectando entre otros al ferrocarril Tamaya-Tongoy y dificultando aún más su marcha.
En 1912 el ferrocarril Tamaya-Tongoy dejó de funcionar definitivamente, aunque hay registros de que este habría continuado haciendo algunos viajes hasta 1919; e hecho habría marcado el comienzo del declive de la economía y desarrollo social de Tongoy.

### Terremoto y tsunami de 1922
El 10 de noviembre de 1922, a las 22:30 hora local (2:30 del día 11 UTC), un fuerte terremoto tuvo lugar en Vallenar, en el actual Región de Atacama. Este sismo, que se conoce hoy como el terremoto de Vallenar de 1922, tuvo una magnitud de 8,5 en la escala sismológica de magnitud de momento. Se sintió entre las provincias de Antogafasta y Santiago. El terremoto dejó un saldo de 800 muertos. En Vallenar se produjeron grietas de hasta un metro de profundidad. Hubo aproximadamente 500 víctimas en Copiapó. El terremoto también provocó un tsunami que afectó a varias localidades costeras del Norte Chico. 
En Caldera, por ejemplo, el tsunami se inició unos 15 minutos después del terremoto, con un máximo de ejecución hasta la altura de 7 m. En Chañaral el tsunami tuvo tres oleadas, la primera alrededor de una hora después del terremoto, el máximo previo fue de 9 m de altura. Tres aumentos se observaron también en Coquimbo, siendo el último tren de olas el más destructivo, con un máximo de ejecución de 7 m. El tsunami también se observó en Callao, Perú (2,4 m), California (0,2 m 13,0 horas de retraso), Hawái (2,1 m 14,5 horas), Samoa (0,9 m 14,1 horas), Japón (0,3 m ), Taiwán (0,03 m), Nueva Zelanda (0,1 m), Australia (0,2 m) y el Filipinas (0,1 m). 
En la ciudad de Coquimbo el daño también fue importante, ya que el mar entró seis veces al pueblo, llevándose veinticuatro víctimas consigo, la mayoría perteneciente a la población La Victoria. Se destruyeron el muelle, el malecón, las bodegas y edificios de The Coquimbo Co, parte de la Aduana y algunos vagones y oficina de ferrocarriles.
En Tongoy el tsunami fue particularmente fuerte, provocando además numerosas víctimas, ya que muchos de ellos dormían. El poblado de Los Vilos, también en la actual Región de Coquimbo, también sufrió el embate del mar.

### SigloXX
El declive económico de principios del siglo XX hizo que Tongoy perdiera su estatuto de comuna y volviera a depender administrativamente de la ciudad de Ovalle, a partir de 1929. Desde ese entonces, el poblado se transformó lentamente en una zona preferida por los ovallinos, como Marcelo Bachelet (alcalde de Ovalle y tío abuelo de la presidenta Michelle Bachelet) Roberto John Barnes, Guillermo Blanc, Enrique y Horacio Álvarez, Hugo Artigues, Ricardo, Antonio y Máximo Corral, Pedro Enrique Alfonso, entre otros; ellos fortalecieron la reurbanización de Tongoy como balneario, adquiriendo terrenos y edificando casas de veraneo en la zona.
Durante el gobierno de Salvador Allende se construyó en Tongoy el camping «Chile Nuevo», que formaba parte del plan de balnearios populares para establecer lugares de vacaciones para familiares de escasos recursos. En los años 1970, posterior a la creación del refugio estival de Carabineros de Chile, varios oficiales comenzaron a comprar nuevos terrenos en «La Isla», la parte más alta del poblado, y a urbanizarlos para construir allí sus casas de veraneo, lo que generó un nuevo desarrollo en la zona. En esa misma fecha, y por la intervención de un intendente de la época, se asfaltó el camino entre la Carretera Panamericana (Ruta 5 Panamericana) y el pueblo, y se mejoró el puente de acceso. 
El hijo ilustre más importante del pueblo fue el poeta Víctor Domingo Silva, llamado "el poeta nacional", cuya casa, en la cual nació y vivió, se encuentra todavía en pie, frente a la Casa de la Cultura del pueblo. En el sector más alto de la península se extiende un gran parque público con su nombre. Desde este lugar se puede apreciar una muy buena vista de la bahía y de los alrededores.

## Demografía

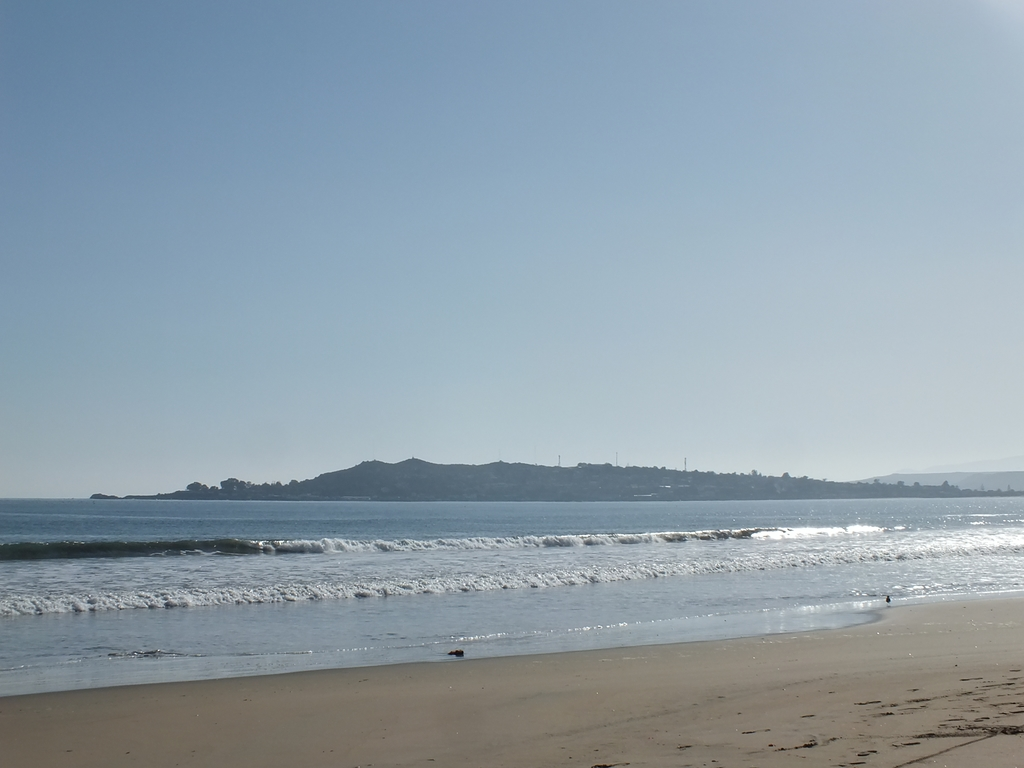
Península de Tongoy, visto desde la playa grande por el sur.

Según el censo del año 2002, Tongoy tiene una población de 4435 personas (2232 hombres y 2203 mujeres). Sus 1777 viviendas se esparcen en 2,17 km². El pueblo se divide en dos partes: «La península» (zona de casas veraniegas, llamada popularmente como «La Isla» o «El Cerro») y el «Pueblo bajo», donde vive la mayoría de sus habitantes permanentes. 
Según estimaciones de la delegación municipal, en época estival la población de Tongoy puede crecer hasta en 60 %, alcanzando los 8000 habitantes en los meses de diciembre, enero y febrero. 

## Administración
El 22 de diciembre de 1891, el presidente Jorge Montt en uso de las facultades conferidas por la Ley de Comuna Autónoma creó, por medio del Decreto de creación de municipios, la comuna de Tongoy.

Santiago, 22 de diciembre de 1891.

En uso de la facultad que me confiere el artículo 113 de la Constitución Política de la República y los artículos 1.º y 2.º del título 1.º de la Ley de Municipalidades de 22 de diciembre de 1891, y oído el Consejo de Estado,

Decreto:

Art. 1.º Créanse las siguientes Municipalidades:
 
[...]

23. Tongoy.- Su territorio comprenderá las subdelegaciones 14 Tamaya, 15 La Torre y 16 Tongoi, del departamento de Ovalle, con los límites que les asigna el decreto de 31 de diciembre de 1888. [...]

Posteriormente, en el año 1931, la comuna fue suprimida y su territorio fue reincorporado a la comuna de Ovalle. Finalmente, producto del proceso de regionalización de finales de los años 1970, Tongoy pasa a integrar la provincia de Elqui, como parte de la comuna de Coquimbo.

### Tongoy: comuna independiente
En la actualidad la localidad sigue perteneciendo a la comuna de Coquimbo, y es administrada bajo la forma de una delegación municipal, aunque las aspiraciones de crecimiento e independencia siguen presentes en la población.
En enero de 2006, y pocos días después que la entonces subsecretaria de Desarrollo Regional, Adriana Delpiano, señalara que «no veía con malos ojos a Tongoy como comuna»,[cita requerida] el gobierno del presidente Ricardo Lagos anunció el envío de un proyecto de ley que crearía la comuna de Tongoy, con el fin de darle autonomía y separarla administrativamente de la comuna de Coquimbo. A pesar del anuncio, la idea no prosperó, principalmente por la oposición de la Municipalidad de Coquimbo. En 2014, la agrupación ciudadana Borde Costero Sur comenzó a organizarse para exigir que se re-evaluara el proyecto; en junio de ese año, y junto con otras organizaciones locales, lanzó una consulta que tuvo como resultado 1868 votos a favor de que Tongoy sea comuna y solo 40 en contra.
El 16 de septiembre de 2015 un nuevo terremoto y maremoto afectó duramente la zona de Tongoy. El terremoto, conocido como terremoto de Canela, tuvo una magnitud de 8,4 en la escala sismológica de magnitud de momento. El movimiento telúrico provocó un tsunami que destruyó parte importante del centro de Tongoy y la playa Socos. En su visita a terreno, la presidenta Bachelet tuvo que hacer frente a las críticas de los vecinos, quienes exigieron nuevamente la re-designación de Tongoy como comuna independiente. El Gobierno prometió que se estudiaría el caso.
Finalmente, en 2017, el Concejo Municipal de Coquimbo rechazó la propuesta hecha por la Subsecretaría de Desarrollo Regional, por considerar que esta carecía de antecedentes y sustento técnico para tomar una decisión coherente con el desarrollo de los habitantes de las localidades involucradas.

## Ecología
El sector tiene pocos cursos de aguas y se encuentra ubicado en una zona semidesértica. Estas condiciones no obstan para la existencia al sur de la Playa Grande, de varios humedales, ricos en fauna y flora. Estos mantos acuíferos se encuentran protegidos por la Convención de Ramsar y son la principal riqueza ecológica de la zona. Un estudio de la Universidad de La Serena informó que en cuanto a la flora, existe cerca de 63 especies, de las cuales 17 son nativas y 19 endémicas de la zona. En cuanto a la fauna, en dicho estudio fueron detectadas 173 especies, siendo 15 de ellas endémicas (8 nativas y 5 introducidas), encontrándose las siguientes:
- 2 de anfibios,
- 10 de reptiles (el 100% de ellas consideradas endémicas),
- 145 de aves, y
- 16 de mamíferos.

Respecto al estado de conservación el estudio informó que cuatro especies aparecen en peligro de extinción, once en estado vulnerable, una en la categoría rara, dos inadecuadamente conocida, cinco no definidas y cinco consideradas dañinas. Su valor más importante está determinado por ser una zona de migración de diferentes especies, en especial de chorlos y playeros. En la primavera austral, dependiendo de diversos factores ecológicos, en la región puede observarse el fenómeno del desierto florido, en particular en la zona costera de Playa Grande.

## Economía

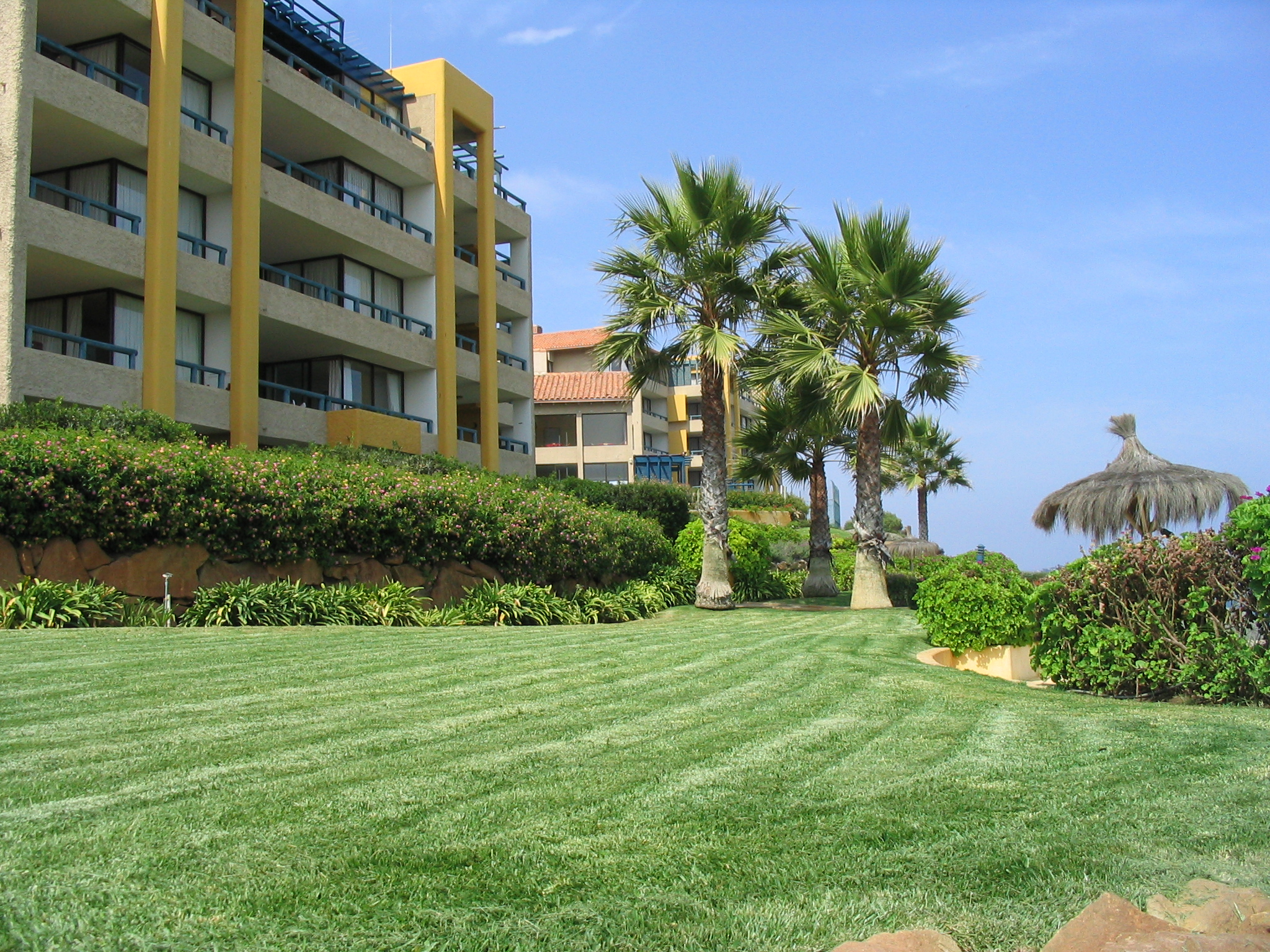
Infraestructura turística en Playa Blanca de Tongoy.

Tongoy y sus alrededores tienen una variada actividad económica que se centran en dos principales áreas: el turismo y el cultivo de ostión del Norte. 

### Turismo
Desde mediados del siglo XX Tongoy se convirtió en un popular balneario y desde 1955 en adelante se urbanizó la península con bellas casas, parques y canchas de tenis. El correspondiente plano de loteo (proyecto legal de subdivisión de un predio) se originó en Ovalle, comuna a la que entonces pertenecía, considerado un balneario «propio» en la comunidad ovallina. Este impulso se explicó por la existencia de buenas playas y de ser una zona de excelente clima. Tongoy es especialmente concurrido en el verano austral (diciembre, enero y febrero) por habitantes de las ciudades cercanas (La Serena, Coquimbo y Ovalle) y también de la capital, Santiago, distante a unas cuatro horas de viaje por autopista. Otra «colonia» numerosa de veraneantes proviene de la vecina Argentina, especialmente de las provincias de San Juan y Mendoza. Las Fiestas Patrias, Semana Santa y alguna otra efeméride regional también encuentran a Tongoy colmado de visitantes.

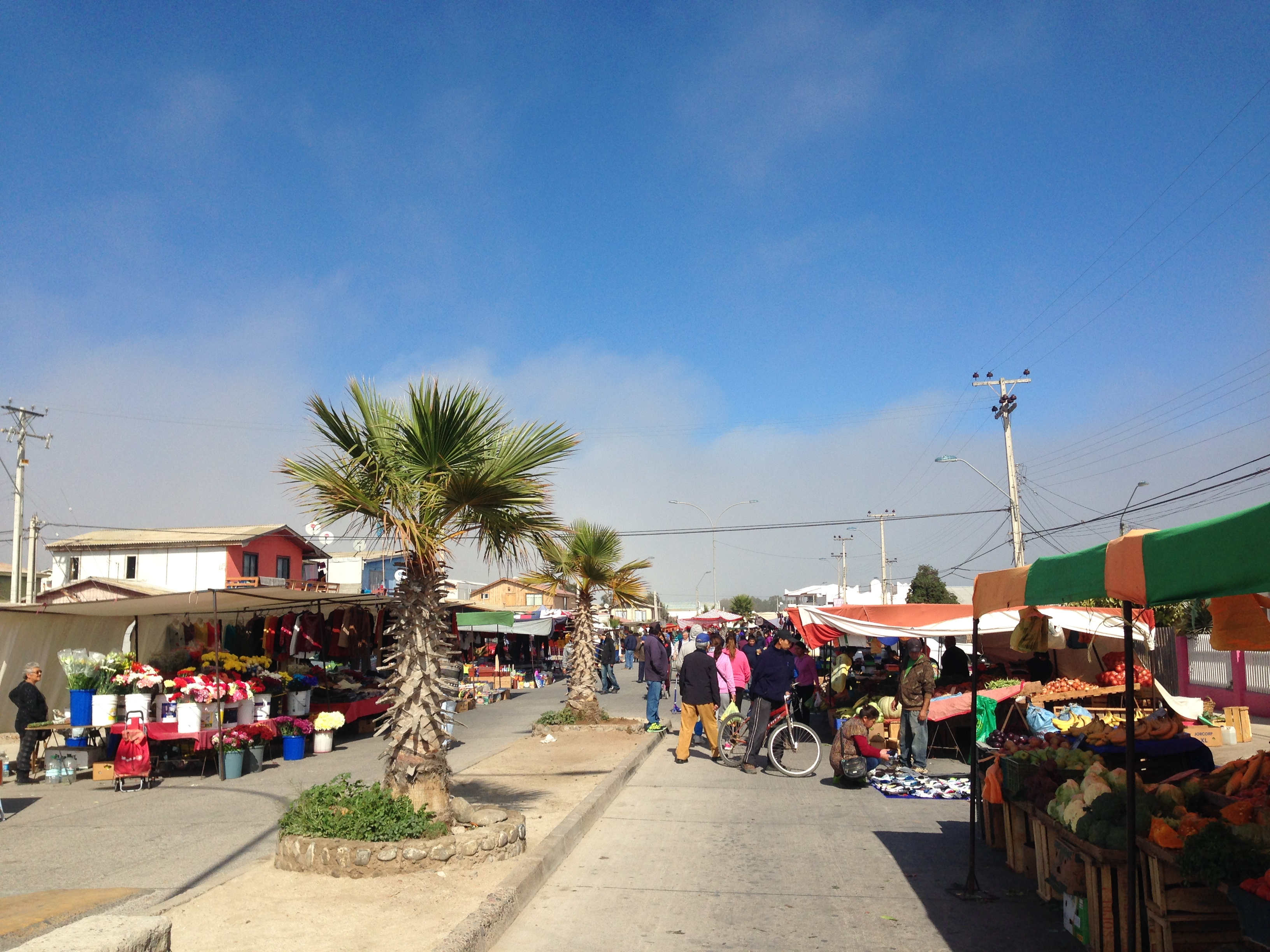
Popular feria libre de Tongoy

En la década de 1970 se construyeron balnearios institucionales para Carabineros de Chile y la Fuerza Aérea de Chile. En la misma época, gracias a la intervención de la Dirección de Obras de la Municipalidad de Coquimbo, se logró mejorar el aspecto de algunas calles mediante el uso de empedrado, de aspecto natural y cálido, en contra de la costumbre de pavimentar con hormigón de cemento. El pueblo cuenta con una variada estructura hotelera, incluyendo a un par de tradicionales hoteles, y una gran cantidad de hosterías establecidas y la posibilidad de hospedarse en casas y habitaciones particulares. La creación del centro turístico de Puerto Velero en la cabecera oeste de la playa Socos durante la década de 1990 trajo consigo otra gran cantidad de turistas, al igual que otras instalaciones de la misma naturaleza.
La gastronomía también compone una parte importante de la economía, especialmente por ser Tongoy el principal centro productor de ostión en Chile. Una cantidad importante de restaurantes se encuentra ubicada en la entrada de la Playa Grande. El equipamiento comercial local —más una típica «feria» dos veces a la semana— provee a los veraneantes de todo lo que necesitan para su estadía. Esta tradicional feria estuvo por años ubicada a lo largo de la playa grande, pero con el correr de los años, debido al crecimiento del pueblo, se trasladó a una de sus principales calles de acceso.

### Actividades pesqueras y agrícolas

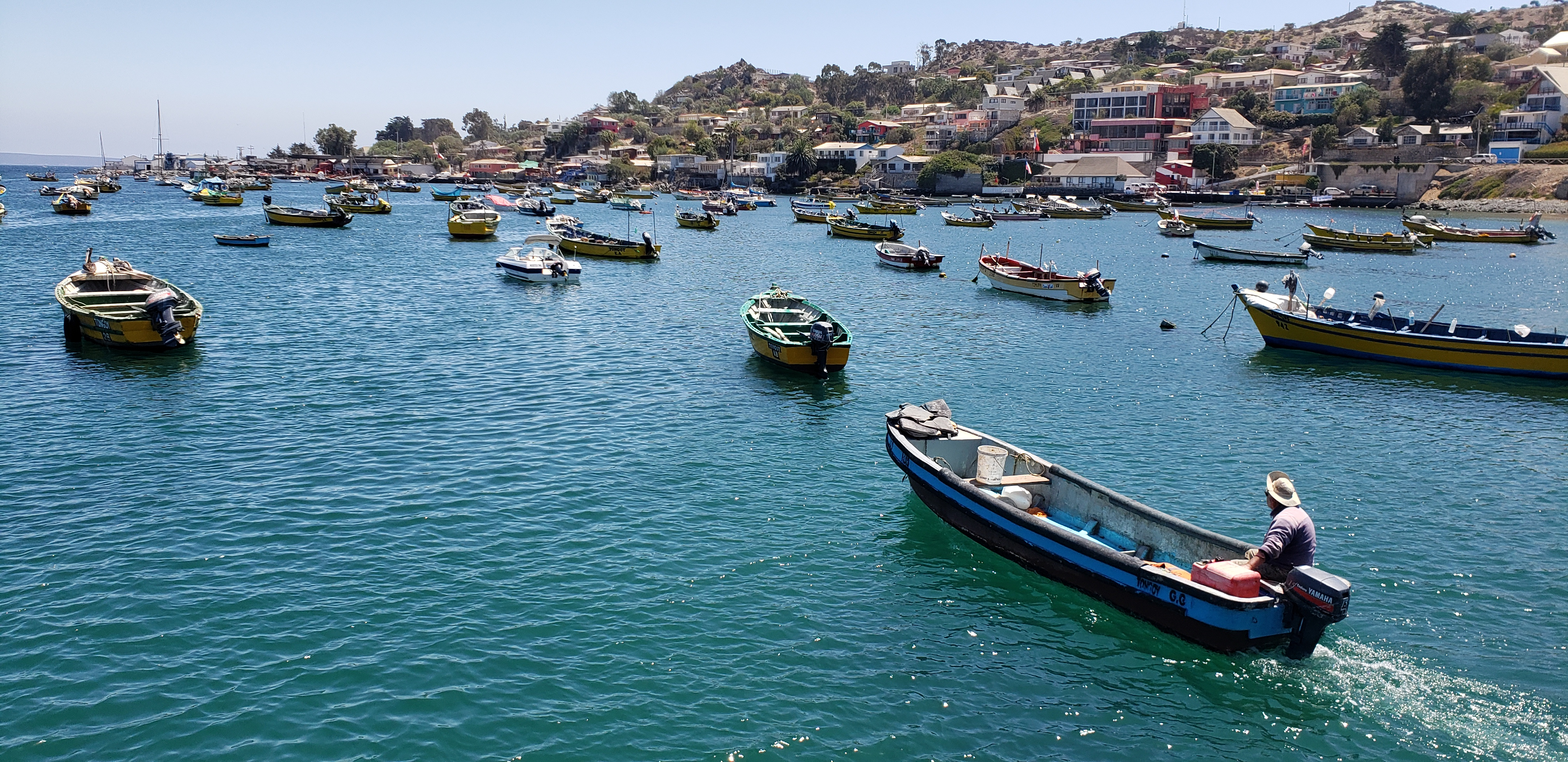
Vista de Tongoy.

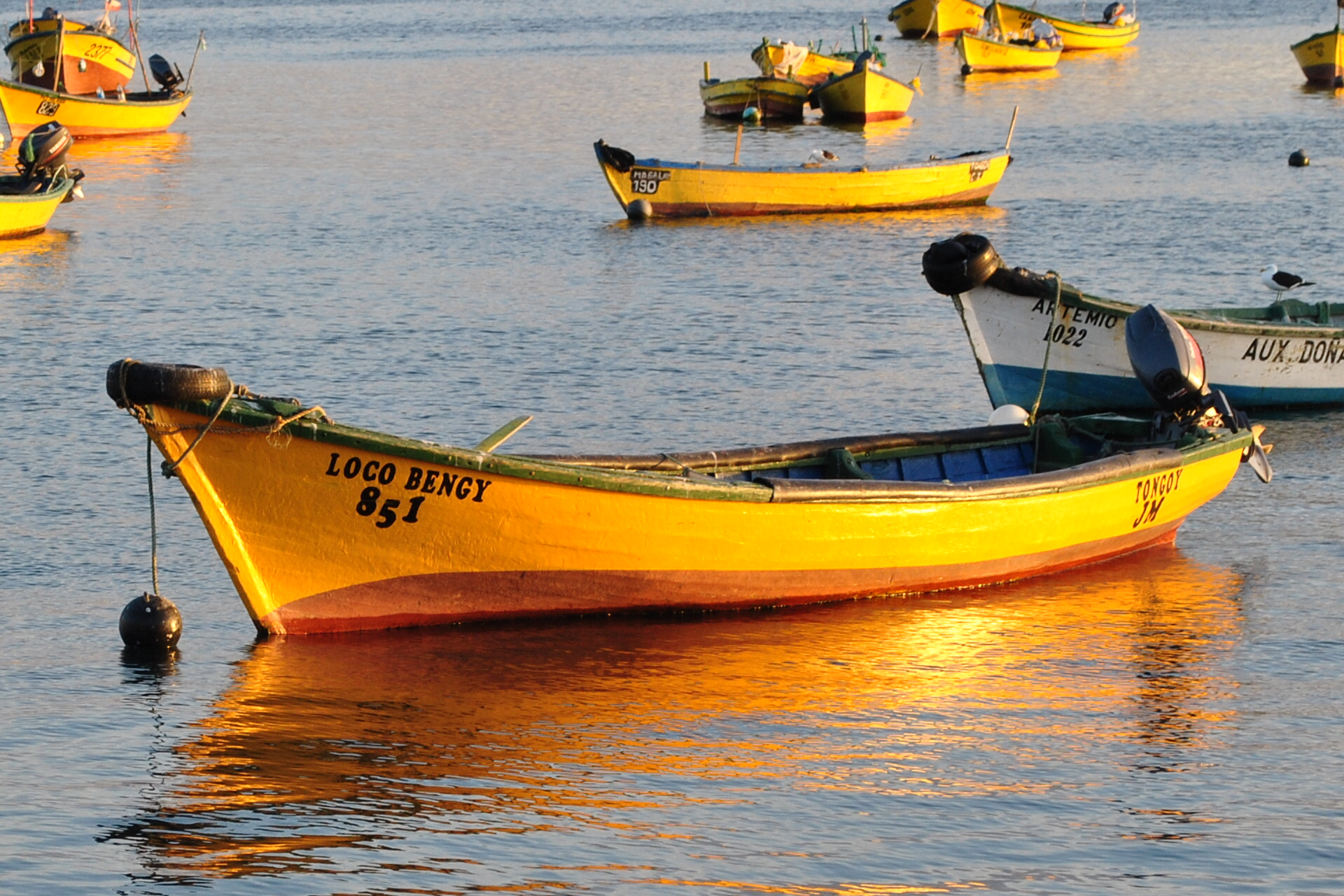
Botes de pesca.

Pese a que nació como puerto de embarque de minerales, las favorables condiciones naturales de la zona la convirtieron con el tiempo en una caleta pesquera, que sobrevivió el declive de la actividad minera. La actividad nunca tomó características industriales por encontrarse ubicada en las cercanías de un gran puerto como el de Coquimbo, aunque en años recientes los pescadores artesanales de Tongoy y Puerto Aldea han contado con un sustantivo apoyo del estado para el desarrollo de sus labores, tales como la construcción de muelles fiscales de mayor envergadura.
En 1982 se instaló un laboratorio-empresa de biología marina dependiente de la Fundación Chile, con el objeto de comercializar el ostión del Norte y favorecer su cultivo en campos marinos. Este proyecto -que reestructuró la economía local- contó con el apoyo de la asociación de pescadores locales y se instituyó una empresa ad hoc. Esta apuesta económica rindió sus frutos, puesto que la localidad se concentró en el cultivo, producción y exportación del marisco, convirtiéndose con el tiempo en una gran fuente de trabajo. Además otra actividad similar sucedió con la explotación del lenguado (Paralichthys adspersus) y el turbot en pescados. 
El sector agroindustrial se concentra en la Hacienda El Tangue (250 habitantes), próxima a la localidad de Puerto Aldea (50 habitantes). En el sector se encuentra un faro, un nuevo muelle para los pescadores artesanales del lugar, y se fabrican excelentes quesos de cabra.

## Medios de comunicación

### Radioemisoras
FM
- 90.9 MHz: Radio Alegre Ovalle
- 94.3 MHz: Mi Radio La Serena
- 98.9 MHz: ADN Radio Chile

### Televisión
TDT
- 3.1: Chilevisión HD
- 3.2: UChile TV
- 8.1: TVN HD
- 8.2: NTV
- 12.1: Canal 13 HD
- 12.2: T13 En Vivo

## Lugares de interés

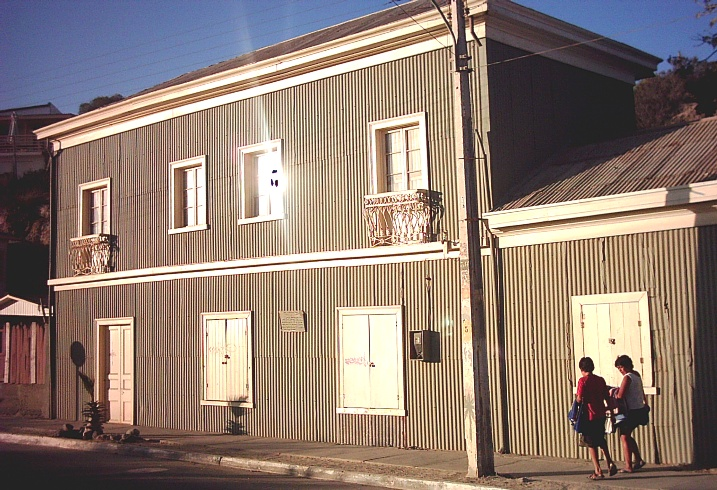
Casa en la que nació el poeta Víctor Domingo Silva.

Son lugares dignos de mención para una visita:
- Playa Socos, de arenas blancas, tiene una extensión de 4,8 km
- Playa Grande, extensa playa de 26 km. En la parte posterior se ubica un camino de tierra que conecta a Tongoy con la localidad de Puerto Aldea. En los meses de primavera, dicho camino permite observar el fenómeno conocido como desierto florido. En la mitad de la playa está ubicada la Casa Klotz (1991), obra del arquitecto Mathias Klotz.[31]
- Casa del poeta Víctor Domingo Silva, lugar donde nació y vivió. Actualmente, la casa está cerrada al público.
- Parque Víctor Domingo Silva, gran zona abierta en la cima de la península, que constituye un mirador de la zona. En su parte más alta existe una estatua de la Virgen y el niño, coronado por una cruz.
- Hacienda el Tangue, fundo colectivizado durante la reforma agraria, administrado por una cooperativa. Produce quesos y diversos productos agrícolas.
- Puerto Aldea, pequeña localidad al sur de la Playa Grande.
- Parque nacional Bosque Fray Jorge, ubicado a 40 km al sur, con su exclusivo bosque húmedo valdiviano, famoso por ser el último resabio de los bosques primitivos de Chile.
- Humedales de Tongoy, lagunas existentes en los alrededores de Tongoy y Playa Grande, ricas en aves y fauna, y que constituyen el patrimonio ecológico más importante del sector.
- Conchales de Pachingo, zona llena de conchas de diversos moluscos.
- Puerto Velero y Playa Blanca, complejos hoteleros y de departamentos ubicados en la cabecera Este de la playa Socos, que cuentan con completos servicios turísticos.
- Hacienda Pachingo, al sur de la Bahía Grande, en el sector del Tangue, al poniente de Quebrada Seca. Hay un minizoológico de aves autóctonas y se produce una variedad de queso conocido como «queso de Pachingo», producto de una mezcla de leche caprina y bovina.
- Entretenimientos electrónicos El Estero, ubicado a pasos de playa Socos, que tiene videojuegos, mesas de taca-taca y salón de Pool y que es frecuentado por la juventud del poblado.

## Cultura popular
- La banda chilena Chico Trujillo dedicó una canción homónima a Tongoy
- Existe un refrán popular en Chile que dice «entre Tongoy y Los Vilos» para referirse a un lugar donde no hay nada o estar entre dos puntos, indeciso, suponiendo que entre ambas localidades no hay nada al borde de la carretera, lo que a su vez es falso.[32][33][34] Este dicho se originó en los primeros días de la aeronáutica nacional de Chile, ya que la zona comprendida entre Tongoy y Los Vilos es una zona donde los vientos azotan en distintas direcciones y en esos tiempos era considerado un lugar riesgoso para la aviación.[cita requerida]
- Durante el mes de febrero de cada año, un empresario de la zona llamado Espir Aguad, realiza un gran asado gratuito para todos los habitantes del balneario. La motivación del hombre es desconocida,[35] pero se cree que sería debido a que personas del pueblo rescataron a su hijo desde el mar en 1970.[36]
- El 21 de noviembre de cada año, se celebra el aniversario de Tongoy. Con este motivo se realizan variadas actividades comunitarias y una gran kermés el sábado más cercano.[37]
- Tongoy es también un personaje de El mal de Montano (2002), novela de Enrique Vila-Matas. Surgió en el curso de un viaje del escritor a la región de Tongoy, donde le hablaron del actor franco-chileno Daniel Emilfork, considerado por algunos como «el hombre más feo del mundo». Emilfork tomó el nombre de Tongoy para la ficción de dicho libro, con el que Vila-Matas ha obtenido varios galardones.
- La película B-Happy (2004) de Gonzalo Justiniano y donde actúa Manuela Martelli, fue grabada en Tongoy.